# Wiatrak (województwo warmińsko-mazurskie)
Wiatrak (dawniej niem. Schreibershöfchen) – wieś w Polsce położona w województwie warmińsko-mazurskim, w powiecie bartoszyckim, w gminie Bartoszyce. W latach 1975–1998 miejscowość administracyjnie należała do województwa olsztyńskiego.

## Historia
Wieś wymieniana w dokumentach z 1820 r. pod nazwą Windmühlenhaus. W 1978 r. we wsi było 10 indywidualnych gospodarstw rolnych, uprawiających łącznie 95 ha ziemi. W 1983 r. była to wieś o zwartej zabudowie, składającej się z 9. domów z 16 osobnymi mieszkaniami. We wsi mieszkało 77 osób.